# Cinder Cone
Ne doit pas être confondu avec cône volcanique, ni avec Cinder Cone Wilderness, une aire protégée américaine du Nouveau-Mexique.
Le Cinder Cone est un volcan de type cône volcanique situé au nord de la Californie dans le parc national volcanique de Lassen sur le territoire des comtés de Lassen et Shasta.

## Géographie

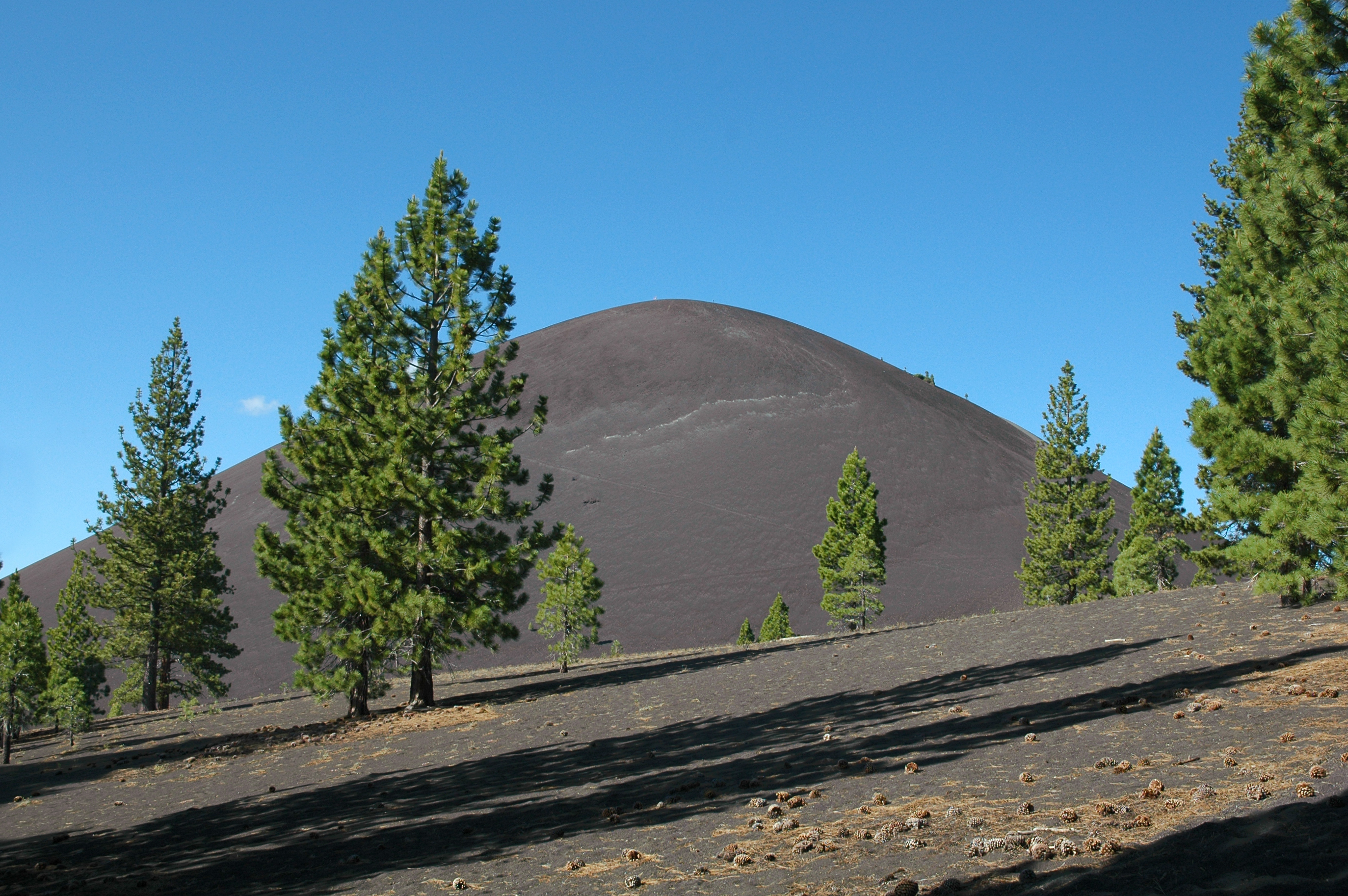
Le volcan est constitué d’un cône volcanique constitué de scories.

Le cône du volcan, constitué de scories et de cendres, a atteint une hauteur de plus de 200 mètres au-dessus de la zone environnante tout en relâchant des cendres volcaniques sur plus de 75 km2. Des coulées de laves ont été émises à partir de sa base en obstruant des ruisseaux proches. Cela eut pour conséquence la formation des lacs Snag et Butte. Le lac Butte est alimenté par l'émissaire du lac Snag. Ces coulées de laves sont dénommées « Fantastic Lava Beds ».
Le cône fut au départ composé de roches basaltique, puis andésitique et finalement à nouveau basaltique mais avec une concentration en titane plus élevée. Les roches basaltiques contiennent entre 53 et 57 % de silice tandis que les roches andésitiques en contiennent entre 57 et 63 %. Bien que de composition différente, les coulées de laves sont visuellement identiques : noires, composées de fines particules rocheuses et présentant quelques petits cristaux d’olivine, de plagioclase et de quartz. Parmi les cristaux de quartz se trouvent également des xénocristaux dont l’origine n’est pas volcanique. Ces cristaux auraient été arrachés à la croûte terrestre lors de la remontée du magma vers la surface.

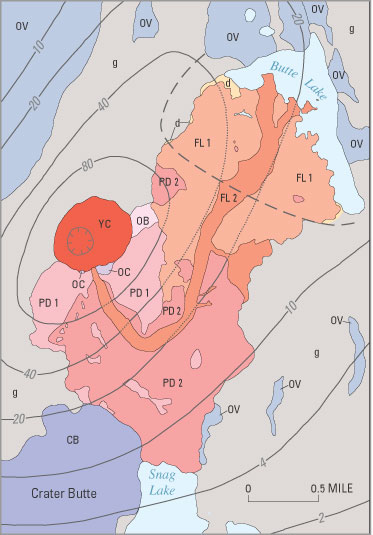
Carte géologique
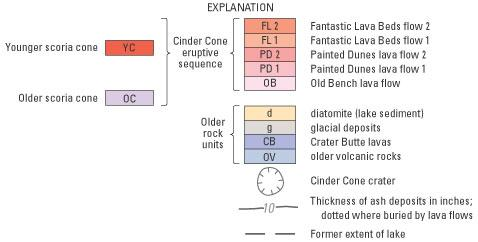
Légende de la carte géologique

## Histoire éruptive
L’époque où se sont formées les coulées de lave n’a été que récemment déterminée. Au départ, une histoire racontée par deux chercheurs d’or, fit croire qu’une éruption avait eu lieu en 1851 et de nombreux journaux locaux relatèrent l’événement. Par la suite, des études furent effectuées en vue de dater la dernière éruption. Celles de l'United States Geological Survey (USGS) et du National Park Service ont finalement établi que le cône s’est formé lors de deux éruptions au milieu du XVIIe siècle. Ces études se sont basées sur la datation au carbone de bois brûlé lors de l’éruption et grâce au magnétisme des roches volcaniques. En effet, les particules magnétiques de la lave s’orientent selon le champ magnétique terrestre avant de refroidir et de se figer. Ce champ varie au fil du temps et on peut donc lier l’orientation des particules magnétiques avec une période donnée. Les scientifiques ont prouvé que ce champ ne correspondait pas à celui de 1851 mais plutôt à celui présent au milieu du XVIIe siècle.